# Природњачки музеј Оксфордског универзитета
Природњачки музеј Оксфордског универзитета, понекад познат једноставно као Музеј Оксфордског универзитета или ОУМНХ (енгл. Oxford University Museum of Natural History) је музеј који садржи и приказује многе примерке природне историје. Нналази се на Паркс путу у Оксфорду, Енглеска. Такође садржи салу за предавања коју користе одсеци за хемију, зоологију и математику универзитета. Музеј пружа једини јавни приступ суседном Музеју Пит Риверс.

## Историја
Универзитетска школа части природних наука почела је 1850. године, али су објекти за наставу били раштркани по граду Оксфорду у разним колеџима. Универзитетска збирка анатомских и примерака из историје природе била је на сличан начин расута по граду. Професор медицине, сер Хенри Акланд, иницирао је изградњу музеја између 1855. и 1860. године, како би окупио све аспекте науке око централног изложбеног простора. Акланд је 1858. одржао предавање о музеју, излажући разлоге за изградњу зграде. Сматрао је да је универзитет био једностран у облицима студија које нуди — углавном теологији, филозофији, класичним наукама и историји — и да треба пружити прилику да се учи о свету природе и стекне знање о великом материјалу чијим нас је Врховни мајстор-радник учинио саставним делом. Ова идеја, о Природи као о Другој књизи Господа, била је уобичајена у 19. веку.
Највећи део збирки музеја чине примерци природне историје из Ешмолијен Музеја, укључујући примерке које су сакупили Џон Трајскант старији и његов син истог имена, Вилијам Барчел и геолог Вилијам Бакленд. Музеј Христове цркве донирао је своје остеолошке и физиолошке узорке, од којих је многе прикупио Екланд. Изградња зграде је извршена новцем зарађеним од продаје Библија. Неколико одељења се преселило у зграду — астрономију, геометрију, експерименталну физику, минералогију, хемију, геологију, зоологију, анатомију, физиологију и медицину. Како су одељења расла током година, преселили су се на нове локације дуж пута Соутх Паркс Роад, који је и даље дом универзитетског научног подручја.
Последње одељење које је напустило зграду је одељење за ентомологију, које се у зграду зоологије уселило 1978. године. Ипак, на првом спрату зграде музеја још увек ради ентомолошка лабораторија. Између 1885. и 1886. изграђена је нова зграда источно од музеја за смештај етнолошких збирки генерала Огустуса Пита Риверса — Музеј Пит Риверса. У размишљању 19. века било је веома важно одвојити предмете направљене руком Бога (природна историја) од предмета направљених руком човека (антропологија).
Неоготичку зграду су пројектовали ирски архитекти Томас Невенхам Дин и Бенџамин Вудвард, углавном Вудвард. На дизајн музеја директно су утицали текстови критичара Џона Раскина, који се укључио дајући различите предлоге Вудварду током изградње. Градња браће Лукас почела је 1855. године, а зграда је била спремна за усељење 1860. године.
Музеј се састоји од великог квадратног дворишта са стакленим кровом, ослоњеног на стубове од ливеног гвожђа, који деле двор на три пролаза. Затворене аркаде се простиру око приземља и првог спрата зграде, са каменим стубовима од којих је сваки направљен од различитог британског камена, који је одабрао геолог Џон Филипс (чувар музеја). Орнаментика камених и гвоздених стубова укључује природне форме као што су лишће и гране, комбинујући прерафаелитски стил са научном наменом зграде.
Статуе еминентних научника стоје у приземљу двора — од Аристотела и Бејкона до Дарвина и Линеја.
Дана 12. јануара 1954. и Природњачки и Пит Риверс Музеј су уврштени на листу I степена као „један од најзначајнијих и пажљиво детаљнијих музејских комплекса средњег касног Ц19, као и као темељно важан споменик приликом Оксфордског научног буђења“.

## Збирке
Музејске збирке су подељене у три секције: земаљске збирке које обухватају палеонтолошке збирке и збирке минерала и стена, збирке живог које обухватају зоолошке и ентомолошке збирке и архивске збирке.
У музеју се налазе Ентомолошке збирке Хоут, које броје преко пет милиона примерака. Одељење наде је основао Фредерик Вилијам Хоуп, а први именовани кустос колекција био је Џон Обадија Вествуд. Многи важни примерци инсеката и паука из различитих колекционара и колекција чине музејске фондове.

## Музеј данас
Чувена група ичнита (фосилизовани отисци стопала) пронађена је у каменолому кречњака у Ардлију 20. km североисточно од Оксфорда, 1997.
Торањ музеја је популарно место за гнежђење брзалица које мигрирају. Постављене су камере које емитују пренос уживо на дисплеју у близини главног улаза. Музеј је 17. марта 2020. затворен на неодређено време због пандемије ковида 19. Поново је отворен уз одређена ограничења 22. септембра 2020.

## Чувари, секретари и директори
| Име                  | из           | До           |
| -------------------- | ------------ | ------------ |
| Џон Филипс           | 1857. године | 1874. године |
| Хенри Смит           | 1874. године | 1883         |
| Едвард Бернет Тајлор | 1883         | 1902. године |

| Име                                  | из           | До           |
| ------------------------------------ | ------------ | ------------ |
| сер Хенри Алекандер Мајерс           | 1902. године | 1908         |
| Гилберт Чарлс Борн (в. д. секретара) | 1908         | 1909. године |
| Хенри Балфур                         | 1909. године | 1911. године |
| Херберт Листер Бовман                | 1911. године | 1925. године |
| Томас Випонд Баркер                  | 1925. године | 1928         |
| Фабрика Г. П. у Сиднеју              | 1928         | 1955. године |
| Џофри Е. С. Турнер                   | 1956. године | 1964         |

| Име        | из   | До   |
| ---------- | ---- | ---- |
| Кит Томсон | 1998 | 2003 |
| Џим Кенеди | 2003 | 2011 |
| Пол Смит   | 2011 |      |